# Italian Instabile Orchestra
Das Italian Instabile Orchestra ist ein großorchestrales Jazzensemble aus Italien.
Gegründet wurde das Italian Instabile Orchestra 1990 vom Trompeter Pino Minafra und dem Dichter Vittorio Curci, in der Absicht, sich bewusst nicht auf einen Bandleader oder auf einen festen Gruppenstil festzulegen ("Instabile"). Bezogen auf den letzten Punkt gibt es Ähnlichkeiten zum  Vienna Art Orchestra oder zum frühen Willem Breuker Kollektief. Parallelen gibt es auch zur "folklore imaginaire" der Lyoner ARFI-Musiker (Louis Sclavis, aber auch Maurice Merle oder Patrick Vollat); also ein Ansatz, zwischen freien Improvisationen, volkstümlichem Material und formal angelegten Kompositionen zu agieren. Verarbeitet werden ebenso die Free-Jazz-Erfahrungen der älteren Mitspieler, jeweils weiterentwickelt durch musikalischen Ideen der jüngeren Mitspieler des Ensembles. Vorläufer dieser Gruppe in Italien war das Andrea Centazzo Mitteleuropa Orchestra (1980–1983) und das Open Music Orchestra von Stefano Maltese (um 1987), in denen auch einige Musiker spielten, die später dem Italian Instabile Orchestra angehörten.
Das Orchester ist basisdemokratisch organisiert und hat keinen nominellen Leiter. Jeweilige Projektleiter erhalten jeweils ein Mandat für das zu bearbeitende Repertoire. Im Orchester werden ihre Ideen, Kompositionen bzw. Arrangements diskutiert, bevor die Entscheidung fällt, ob sie ins Programm aufgenommen werden. Der Projektleiter tritt während des Konzertes nach vorne, dirigiert seinen Beitrag, um sich dann wieder der Gemeinschaft solidarisch unterzuordnen. So entsteht eine gestalterische Breite.
Die Band ist ein Sammelbecken für die wichtigsten Musiker der italienischen Jazzavantgarde. Die Besetzung weicht dabei von der einer konventionellen Bigband ab: Einem starken Bläsersatz stehen drei Streicher, inklusive eines Cellos, gegenüber, das Schlagzeug ist doppelt besetzt. Ständige Mitglieder von 1991 bis 1999 waren Alberto Mandarini, Claudio Rossi, Carlo Actis Dato – die drei Musiker bilden auch das Brasserie Trio –, sowie Pino Minafra, Guido Mazzon, Giancarlo Schiaffini, Sebi Tramontana, Martin Mayes, Mario Schiano, Eugenio Colombo, Danile Cavallanti, Gianluigi Trovesi, Renato Geremia, Paolo Damiani, Vincenzo Mazzone und Tiziano Tonnoni. Pianist Giorgio Gaslini wurde 1996 durch Umberto Petrin abgelöst, Bassist Bruno Tommaso 1998 durch Giovanni Maier. Als Gäste spielten auch Musiker wie Cecil Taylor, Enrico Rava, Lester Bowie oder Antonello Salis mit dem Orchester.

## Diskografie
- 1991 – Italian Instabile Orchestra - Live In Noci And Rive-De Gier (Leo)
- 1994 – Skies Of Europe (ECM)
- 1994 – European Concerts: ’94–’97 (NEL Jazz)
- 1997 – Festival: Pisa Teatro Verdi December 1997 (Leo)
- 1999 – Litania Sibilante (Enja)
- 2000 – The Owner of the River Bank (Enja, mit C. Taylor)
- 2002 – Previsioni del Tempo: Forecast (Imprint Records, 2002)